# Idioma yugambeh
Yugambeh (o Mibanah, de Mibanah gulgun, literalmente "lenguaje de hombres" o "sonido de águilas"), también conocido como Tweed-Albert Bandjalang, es un idioma aborigen australiano hablado por el Pueblo yugambeh que vive en Sureste de Queensland entre y dentro de la cuenca del Río Logan y la cuenca del Río Tweed, delimitada al este por el Océano Pacífico (incluida la Isla South Stradbroke) y al oeste por la cuenca Cordillera de Teviot y Arroyo de Teviot.
Yugambeh es un grupo de cuatro dialectos, uno de los cuatro  tales grupos de la  rama bandjalangica de la familia de Lenguas pama-ñunganas. Una variedad mal documentada llamada "Ngarahgwal" puede pertenecer a Yugambeh oa uno de los otros grupos de Bandjalang.

## Nomenclatura
En el idioma Yugambeh, la palabra  Yugambeh  significa un enfático "no", "nunca", es decir, "mucho no" y es un  exónimo común para la gente y su idioma. Los hablantes de idiomas usan la palabra  Miban wque significa "Hombre", "Humano", " Águila de cola de cuña" y es el  endónimo preferido para la gente; ellos llaman a su idioma  Mibanah  que significa "de hombre", "de humano", "de águila" (el sufijo -  Nah  que forma el  genitivo de la palabra "Miban").
 Yugambeh  también puede denominarse:
- Yugambir, Yugambeh (Yugambal/Yugumbal era evidentemente un idioma separado ubicado más al oeste[8])
- Yubumbee
- Jugumbir, Jukamba[9]
- Idioma Tweed-Albert
- Nganduwal[10]
- Ngarangwal[4]
- Manaldjali (una variante de  Mununjali , el nombre de un clan que habla Yugambeh)
- Minjanbal (probablemente de  Minjungbal , un término de idioma alternativo)[11]

## Distribución geográfica
Yugambeh se habla dentro de las cuencas fluviales del río Logan, río Albert, río Coomera, río Nerang y río Tweed Cuencas fluviales.

## Fonología

### Vocales
Yugambeh tiene un sistema de 4 vocales que también contrastan en longitud, lo que resulta en 8 vocales  fonémicas en total. La letra "h" se usa después de la vocal para indicar una vocal larga.
|         | Anterior | Posterior |
| ------- | -------- | --------- |
| Cerrada | i i:     | u u:      |
| Media   | e e:     | u u:      |
| Abierta | a a:     | a a:      |

#### Alófonos
La vocal central baja /a/ está al frente y elevada entre consonantes palatinas y una consonante lateral/rótica.

### Consonantes
En comparación con otras lenguas Pama-Nyungan, Yugambeh tiene un inventario más pequeño de consonantes. Hay cuatro lugares de articulación, y las consonantes constan de 4 obstruyentes, 4 nasales, 2 líquidos y 2 semivocales.
|           | Peripheral | Peripheral | Laminal  | Apical |
| Bilabial  | Velar      | Palatal    | Alveolar |        |
| --------- | ---------- | ---------- | -------- | ------ |
| Obstruent | p          | k          | ť        | t      |
| Nasal     | m          | g          | ň        | n      |
| Lateral   |            |            |          | l      |
| Rótica    |            |            |          | r      |
| Semivocal | w          |            | j        |        |

Obstruents
Los obstruentes no tienen un contraste sonoro y pueden aparecer como alófonos fricativos. Los obstruentes son fonéticamente sordos, excepto cuando siguen una consonante homorgánica.

## Gramática
La gramática del idioma Yugambeh es altamente aglutinante, haciendo uso de más de 50 sufijos en sustantivos, verbos, adjetivos y demostrativos.

### Sintaxis
La sintaxis en el lenguaje Yugambeh tiene un orden bastante libre, con una tendencia hacia las estructuras SOV (Subject Object Verb). Los adjetivos y demostrativos forman parte de frases nominales, p. Ej. ese hombre, un coche rojo, se queda junto al sustantivo que califican.

### Morfología del sustantivo
Los sustantivos toman varios sufijos para declinar en mayúsculas y minúsculas.

#### Sufijos
Los sufijos de sustantivo se colocan en 10 órdenes, un sustantivo no puede tomar más de un sufijo de cualquier orden, y si se adjunta más de un sufijo, siempre deben estar en el orden establecido de las órdenes de sufijo, p. Ej. un sufijo de orden 7 siempre debe ir después de un sufijo de orden 5.
| Ordinales            | Ordinales     | Ordinales       | Ordinales               | Ordinales    | Ordinales    | Ordinales                              | Ordinales        | Ordinales    | Ordinales       |
| -------------------- | ------------- | --------------- | ----------------------- | ------------ | ------------ | -------------------------------------- | ---------------- | ------------ | --------------- |
| 1                    | 2             | 3               | 4                       | 5            | 6            | 7#                                     | 8                | 9            | 10              |
| -gali Tipificado por | -gan Feminino | -bur Diminutivo | -Nah Posessivo          | -jam Abesivo | -bah Alativo | -Xu Ergativo, Instrumental, Comitativo | -jahng Intensivo | -ga Consulta | -ban 'also'     |
|                      |               |                 | -Nahjil Pasado posesivo |              |              | -Ni Objetivo                           |                  |              | -gur Respectivo |
|                      |               |                 |                         |              |              | -gaia Benefactivo                      |                  |              |                 |
|                      |               |                 |                         |              |              | -gu Deliberado                         |                  |              |                 |
|                      |               |                 |                         |              |              | -gi Desiderativo                       |                  |              |                 |
|                      |               |                 |                         |              |              | -Nu Ablativo                           |                  |              |                 |
|                      |               |                 |                         |              |              | -Xah Locativo                          |                  |              |                 |
|                      |               |                 |                         |              |              | -Xih Pasado Locativo                   |                  |              |                 |
|                      |               |                 |                         |              |              | -nyi Aversivo                          |                  |              |                 |

'X' representa un obstruente homorgánico.
'N' significa un nasales homorgánicos.
#Los sufijos comitativo, intencional, desiderativo, ablativo y aversivo están precedidos por -bah en los sustantivos animados.
Sufijos de primer orden
-  gali (tipificado por)  - Se usa para indicar una asociación o enlace
Ejemplos:
Jinanggali 'Zapato' encendido. Tipificado a pie
Dubaygali 'Womanizer' encendido. Tipificado por mujeres
Sufijos de segundo orden
 -gan (femenino)  - Se usa para formar sustantivos femeninos y algunos términos astrológicos
Ejemplos:
Yarabilngingan 'Cantante femenina'
Sufijos de tercer orden
 -bur (diminutivo)  - Se usa para formar el diminutivo de un sustantivo, refiriéndose a una versión más pequeña
Ejemplos:
Baraganbur 'Toy Boomerang'
Sufijos de cuarto orden
 -Nah (posesivo)  - Indica posesión actual
Ejemplos:
Ngalingah 'Nuestro'
Gibamah 'de la luna / de la luna'
 -Nahjil (pasado posesivo)  - Indica posesión pasada
Ejemplos:
Bilinahjil 'era del loro' (Billinudgel)

### Morfología del verbo
Los verbos se conjugan con el uso de sufijos, es un  aspecto lenguaje dominante, en oposición al  tiempo dominante como la mayoría de los idiomas occidentales. Los sufijos yugambeh se conjugan principalmente para aspecto y estado de ánimo

#### Sufijos
Los sufijos verbales se colocan en 6 órdenes, un verbo no puede tomar más de un sufijo de un orden y, al igual que los sustantivos, los sufijos se adjuntan en un orden establecido. Las combinaciones de estos sufijos expresan todas las posibles conjugaciones de los verbos Yugambeh, con solo un pequeño número de combinaciones posibles, las raíces de los verbos Yugambeh son comúnmente de 2 sílabas de longitud y siempre en una vocal.
| 1               | 2                         | 3                      | 4                | 5                          | 6                    |
| --------------- | ------------------------- | ---------------------- | ---------------- | -------------------------- | -------------------- |
| -ba 'Causativo' | -ndi 'Llevar mientras...' | -li 'reflexivo/pasivo' | -ja 'Pasado'     | -hn 'aspecto imperfectivo' | -du 'modo habitual'  |
|                 |                           |                        | -wa 'Repetitive' | -hny 'modo potencial'      | -i 'preconditional'  |
|                 |                           |                        | -ma 'Causativo'  | -h 'imperativo'            | -de 'preconditional' |
|                 |                           |                        |                  | -hla 'aspecto continuo'    |                      |
|                 |                           |                        |                  | -nah 'aspecto antecrónico' |                      |
|                 |                           |                        |                  | -nyun 'aspecto sincrónico' |                      |
|                 |                           |                        |                  | -luru 'pasado histórico'   |                      |
|                 |                           |                        |                  | -yan                       |                      |
|                 |                           |                        |                  | -yah 'deliberado'          |                      |
|                 |                           |                        |                  | -jin 'aspecto sincrónico'  |                      |
|                 |                           |                        |                  | -n 'permisivo'             |                      |
|                 |                           |                        |                  | -ni 'perfectivo'           |                      |

### Morfología adjetiva
Los adjetivos se pueden marcar con un sufijo para indicar el género del sustantivo al que califican.

#### Sufijos
| + Sufijos de adjetivos | Género | Sufijo | - | Animar (hombre) | -bin |
| Animar (mujer)         | -gan   |        |   |                 |      |
| Arbóreo                | -Nahn* |        |   |                 |      |
| Neutro                 | -gay   |        |   |                 |      |

*N representa una nasal homorgánica.

### Demostrativos
Yugambeh posee un conjunto complicado de demostrativos que hacen una distinción de tres vías, con conjuntos proximal, medial y distal, hay una mayor distinción de adjetivos demostrativos y demostrativos de ubicación. El conjunto de adjetivos se puede agregar adicionalmente para crear pronombres demostrativos, el conjunto de adjetivos tiene tres formas para "cosas a la vista", "cosas ocultas o no a la vista" y "cosas que ya no están", mientras que el conjunto de ubicaciones tiene formas para indicar el área general y el área definida, ya sea a la vista o no, y formas pasadas y presentes.

#### Conjunto de adjetivos
| + Adjetivos demostrativos | Demostrativos | Proximal (esto) | Medial (que) | - | A la vista (sg) | Gali | Mali | Gili |
| A la vista (plrl)         | Gahny         | Mahny           | Gahm         |   |                 |      |      |      |
| No a la vista (sg)        | Gunah         | Munah           | Gilah        |   |                 |      |      |      |
| No a la vista (plrl)      | Gunyeh        | Munyeh          | Gilyeh       |   |                 |      |      |      |

El conjunto anterior se puede agregar como sufijos de sustantivos de orden 7 para formar pronombres demostrativos que funcionan como sustantivos independientes ordinarios. p.ej. "¡Yanindeh galini wungahbaia!" "¡Llévate esto contigo!"
Las formas 'no a la vista' y 'ya no aquí' pueden tomar el orden 2 sufijo sustantivo -gan para formar palabras de tiempo. P.ej.  gunahgan  'recientemente'.

#### Conjunto de ubicación
| Demostrativos             | Proximal (aquí) | Medial (allí) | -      | In sight (definite area) | Gaji | Maji | Guh |
| A la vista (área general) | Gunu            | Munu          | Gundeh |                          |      |      |     |
| No a la vista (presente)  | Gayu            | Mayu          | Guhyu  |                          |      |      |     |
| No a la vista (pasado)    | Gaye            | Maye          | Guhye  |                          |      |      |     |

## Aplicación
El Museo Yugambeh en Beenleigh actualmente mantiene un diccionario gratuito  aplicación para el idioma Yugambeh, disponible en  Android, iOS and a desktop version.

## Nombres de lugares
Los topónimos modernos con raíces en el idioma Yugambeh incluyen:
- Billinudgel - de bilinahjil, 'era del loro'
- Canungra - de  gungunga , un largo llano o claro
- Coomera / Upper Coomera - de  kumera , una especie de  acacia
- Jumpinpi - Pandanus raíz
- Mundoolun - de  Mundheralgun , el nombre local para la Víbora común de la muerte
- Nindooinbah - de  ninduinba , los restos de un incendio
- Pimpama - de  pimpimba , un lugar de pájaros soldado
- Tabragalba - de  dhaberigaba , un lugar de clubs
- Tallebudgera - troncos podridos o podridos
- Wongawallan - de las palabras  wonga  (paloma) y  wallan  (agua)

## Lecturas externas
- Dictionary of Yugambeh Including Neighbouring Dialects, compiled by Margaret Sharpe, Pacific Linguistics: Australian National University, 1998. hdl: 1885/145959 doi 10.15144/PL-C139